# (34) Цирцея
(34) Цирцея (лат. Circe) — астероид главного пояса, принадлежащий к тёмному спектральному классу C. Он был открыт 6 апреля 1855 года  французским астрономом Жаном Шакорнаком в Марсельской обсерватории, Франция и назван членами Парижской обсерватории в честь Цирцеи, дочери Гелиоса и океаниды Персеиды в древнегреческой мифологии.

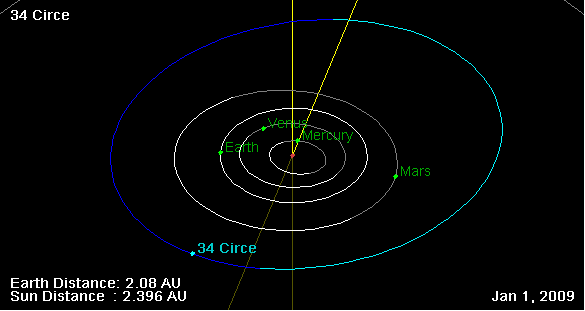
Орбита астероида Цирцея и его положение в Солнечной системе